# Tournoi de clôture du championnat d'Haïti de football 2004-2005
Navigation
Tournoi précédent Saison suivante
Le tournoi de clôture de la saison 2004-2005 du Championnat d'Haïti de football est le second tournoi saisonnier de la quinzième édition de la première division à Haïti. Les seize meilleures équipes du pays sont regroupées au sein d’une poule unique où elles s’affrontent une seule fois. À l’issue du tournoi, un classement cumulé des 2 tournois de l’année est fait afin de déterminer les deux formations reléguées en Division 2.
C'est le Baltimore SC qui remporte la compétition après avoir terminé en tête du classement final, avec cinq points d'avance sur le Zénith Cap-Haïtien. C'est le tout premier titre de champion d'Haïti de l'histoire du club.

## Les clubs participants
| - Violette AC - AS Mirebalais - AS Cavaly - FICA - AS Capoise - Don Bosco FC - Roulado FC - AS Grand-Goâve | - Baltimore SC - Racing Gonaïves - Aigle Noir AC - Tempête FC - AS de Carrefour - Racing Club Haïtien - Victory SC - Zénith Cap-Haïtien |

## Compétition
Le barème de points servant à établir le classement se décompose ainsi :
- Victoire : 3 points ;
- Match nul : 1 point ;
- Défaite : 0 point.

### Classement
| Rang | Équipe              | Pts | J  | G | N | P | Bp | Bc | Diff |
| ---- | ------------------- | --- | -- | - | - | - | -- | -- | ---- |
| 1    | Baltimore SC        | 31  | 15 | 8 | 7 | 0 | 25 | 9  | +16  |
| 2    | Zénith Cap-Haïtien  | 26  | 15 | 8 | 2 | 5 | 22 | 14 | +8   |
| 3    | Tempête FC          | 22  | 15 | 6 | 4 | 5 | 17 | 14 | +3   |
| 4    | AS Cavaly           | 22  | 15 | 6 | 4 | 5 | 15 | 13 | +2   |
| 5    | Violette AC         | 22  | 15 | 6 | 4 | 5 | 17 | 18 | -1   |
| 6    | Racing Gonaïves     | 20  | 15 | 5 | 5 | 5 | 20 | 19 | +1   |
| 7    | Racing Club Haïtien | 20  | 15 | 4 | 8 | 3 | 14 | 14 | 0    |
| 8    | Roulado FC          | 20  | 15 | 6 | 2 | 7 | 14 | 14 | 0    |
| 9    | Aigle Noir AC       | 20  | 15 | 6 | 2 | 7 | 17 | 18 | -1   |
| 10   | FICA                | 18  | 15 | 4 | 6 | 5 | 13 | 16 | -3   |
| 11   | AS de Carrefour     | 18  | 15 | 5 | 3 | 7 | 15 | 21 | -6   |
| 12   | AS Grand-Goâve      | 18  | 15 | 5 | 3 | 7 | 12 | 18 | -6   |
| 13   | Don Bosco FC        | 17  | 15 | 4 | 5 | 6 | 15 | 16 | -1   |
| 14   | Victory SC          | 17  | 15 | 4 | 5 | 6 | 16 | 19 | -3   |
| 15   | AS Capoise          | 17  | 15 | 4 | 5 | 6 | 10 | 14 | -4   |
| 16   | AS MirebalaisT      | 17  | 15 | 4 | 5 | 6 | 11 | 16 | -5   |

|  | Vainqueur du tournoi Clôture |
|  | T : Tenant du titre          |

### Classement cumulé
Un classement cumulé des tournois Ouverture et Clôture est fait pour désigner les deux équipes reléguées en deuxième division.
| Rang | Équipe              | Pts | J  | G  | N  | P  | Bp | Bc | Diff |
| ---- | ------------------- | --- | -- | -- | -- | -- | -- | -- | ---- |
| 1    | Racing Club Haïtien | 51  | 30 | 13 | 12 | 5  | 38 | 27 | +11  |
| 2    | AS MirebalaisOuv    | 49  | 30 | 13 | 10 | 7  | 25 | 22 | +3   |
| 3    | Zénith Cap-Haïtien  | 48  | 30 | 14 | 6  | 10 | 37 | 27 | +10  |
| 4    | Violette AC         | 48  | 30 | 13 | 9  | 8  | 34 | 32 | +2   |
| 5    | Baltimore SCClo     | 45  | 30 | 10 | 15 | 5  | 30 | 19 | +11  |
| 6    | Racing Gonaïves     | 44  | 30 | 12 | 8  | 10 | 33 | 29 | +4   |
| 7    | Victory SC          | 42  | 30 | 11 | 9  | 10 | 34 | 32 | +2   |
| 8    | AS Cavaly           | 39  | 30 | 9  | 12 | 9  | 27 | 25 | +2   |
| 9    | Tempête FC          | 39  | 30 | 9  | 12 | 9  | 30 | 33 | -3   |
| 10   | Roulado FC          | 38  | 30 | 10 | 8  | 12 | 28 | 26 | +2   |
| 11   | AS Capoise          | 35  | 30 | 9  | 8  | 13 | 26 | 29 | -3   |
| 12   | Aigle Noir AC       | 35  | 30 | 10 | 5  | 15 | 30 | 36 | -6   |
| 13   | Don Bosco FC        | 33  | 30 | 7  | 12 | 11 | 30 | 33 | -3   |
| 14   | AS de Carrefour     | 33  | 30 | 7  | 12 | 11 | 23 | 30 | -7   |
| 15   | FICA                | 32  | 30 | 6  | 14 | 10 | 19 | 29 | -10  |
| 16   | AS Grand-Goâve      | 29  | 30 | 7  | 8  | 15 | 19 | 34 | -15  |

|  | Relégation directe en Division 2                                        |
|  | Ouv : Vainqueur du tournoi Ouverture Clo : Vainqueur du tournoi Clôture |

## Bilan de la saison
| Championnat d'Haïti de football 2004-2005 |                          |
| Champion                                  | Baltimore SC (1er titre) |
| Qualifications continentales              |                          |
| CFU Club Championship 2005                | Aucun                    |
| Promotions et relégations                 |                          |
| Promus en Division 1                      | Dynamite Saint-Marc      |
| Promus en Division 1                      | US Frères Pétionville    |
| Relégués en Division 2                    | FICA                     |
| Relégués en Division 2                    | AS Grand-Goâve           |